# Theridion chihuahua
Theridion chihuahua är en spindelart som beskrevs av Claude Lévi 1959. Theridion chihuahua ingår i släktet Theridion och familjen klotspindlar. Inga underarter finns listade i Catalogue of Life.